# Рінгвуд (Оклахома)
Рінгвуд (англ. Ringwood) — місто (англ. town) в США, в окрузі Мейджор штату Оклахома. Населення — 401 особа (2020).

## Географія
Рінгвуд розташований за координатами 36°23′0″ пн. ш. 98°14′21″ зх. д. / 36.38333° пн. ш. 98.23917° зх. д. (36.383435, -98.239265).  За даними Бюро перепису населення США в 2010 році місто мало площу 2,28 км², з яких 2,27 км² — суходіл та 0,00 км² — водойми.

## Демографія
Згідно з переписом 2010 року, у місті мешкало 497 осіб у 170 домогосподарствах у складі 126 родин. Густота населення становила 218 осіб/км².  Було 191 помешкання (84/км²).
Расовий склад населення:
| - 67,4 % — білих - 2,0 % — корінних американців - 0,6 % — чорних або афроамериканців - 25,2 % — осіб інших рас |

До двох чи більше рас належало 4,8 %. Частка іспаномовних становила 50,3 % від усіх жителів.
За віковим діапазоном населення розподілялося таким чином: 31,0 % — особи молодші 18 років, 57,1 % — особи у віці 18—64 років, 11,9 % — особи у віці 65 років та старші. Медіана віку мешканця становила 31,1 року. На 100 осіб жіночої статі у місті припадало 113,3 чоловіків;  на 100 жінок у віці від 18 років та старших — 103,0 чоловіків також старших 18 років.
Середній дохід на одне домашнє господарство  становив 64 431 долар США (медіана — 50 313), а середній дохід на одну сім'ю — 68 788 доларів (медіана — 51 146). За межею бідності перебувало 7,3 % осіб, у тому числі 6,0 % дітей у віці до 18 років та 1,4 % осіб у віці 65 років та старших.
Цивільне працевлаштоване населення становило 261 осіб. Основні галузі зайнятості: сільське господарство, лісництво, риболовля — 29,1 %, освіта, охорона здоров'я та соціальна допомога — 14,9 %, роздрібна торгівля — 13,0 %.